# Лебедєв Максим Абрамович
Максим Абрамович Лебедєв (січень 1887, село Коровіно Костромської губернії, тепер Російська Федерація — грудень 1959, місто Москва, тепер Російська Федерація) — радянський діяч. Член ВЦВК. Член Центральної контрольної комісії ВКП(б) у 1925—1927 роках. 

## Життєпис
Народився в січні 1887 року в селянській родині.
Член РСДРП з 1905 року.
Брав участь у революційному русі, декілька разів був заарештований, перебував на засланні.
У 1917 році — один із керівників більшовицької організації Третього авіаційного парку в Києві, член Київського комітету РСДРП(б), член Київської ради солдатських депутатів.
З 1918 по 1920 рік — у Червоній армії на політичній роботі, учасник громадянської війни в Росії.
З 1920 року — на партійній та радянській роботі в Ярославлі, голова Ярославської губернської контрольної комісії.
Потім працював на партійній роботі в Смоленську.
З 1935 року — на пенсії.
Помер у грудні 1959 року в Москві. Похований на Новодівичому цвинтарі Москви.

## Нагороди
- орден Леніна